# Jaka Primožič
Jaka Primožič, né le 8 décembre 1998 à Škofja Loka, est un coureur cycliste slovène.

## Palmarès et résultats

### Palmarès par année
- 2015
  - Tour du Léman Juniors :
    - Classement général
    - 1re étape

  - Coppa Montes
  - Belgrade Trophy Milan Panić :
    - Classement général
    - 1re étape

  - 2e du championnat de Slovénie du contre-la-montre juniors
- 2016
  - Coppa Montes
  - Tour de Haute-Autriche juniors :
    - Classement général
    - 2e étape

  - Belgrade Trophy Milan Panić :
    - Classement général
    - 1re et 2e étapes

  - 2e de Montichiari-Roncone
  - 3e de la Course de la Paix juniors
  - 3e du championnat de Slovénie du contre-la-montre juniors
  - 8e du championnat du monde sur route juniors
  - 9e du championnat du monde du contre-la-montre juniors
- 2019
  - 1re étape du Tour du Monténégro (contre-la-montre)
- 2020
  - 3e du championnat de Slovénie sur route espoirs
- 2021
  - Champion de Slovénie de la montagne
- 2023
  - Rad Bundesliga
  - Kirschblütenrennen
  - 3e du Grand Prix Vorarlberg
- 2024
  - Eröffnungsrennen Leonding
  - Grand Prix Vorarlberg

### Classements mondiaux
| Année                                 | 2017  | 2018  | 2019 | 2020  | 2021  | 2022 | 2023 | 2024 |
| ------------------------------------- | ----- | ----- | ---- | ----- | ----- | ---- | ---- | ---- |
| Classement mondial                    | 2024e | 1663e | 751e | 1888e | 1988e | 813e | 926e | 524e |
| UCI Europe Tour                       | 1291e | 1143e | 547e | 1391e | 1346e | 611e | nc   | nc   |
|                                       |       |       |      |       |       |      |      |      |
| Légende : nc = non classéSource : UCI |       |       |      |       |       |      |      |      |